# 高尔松
高尔松（1900年9月—1986年3月31日），号继郇，笔名高希圣。江苏青浦（今属上海市）人。中国近代出版家。
幼年在颜安小学读书，1918年，入上海青年会中学，考入南洋公学中院。1923年，参加由侯绍裘、朱季恂等发起的新松江社，并由侯绍裘介绍参加中国国民党。1924年下半年，经杨贤江、沈雁冰介绍，加入中国共产党。1929年6月，和高尔柏回上海，创立平凡书局，出版《马克思学说体系》、《社会科学大系丛书》、阳翰笙《新兴文学大纲》、三部曲《深入》、《转换》、《复兴》等；曾任国民党江苏省党部监察委员。四一二事件后流亡日本。1950年，参加中国民主同盟。1954年，进入古籍出版社、中华书局、商务印书馆工作。主要译著有《唯物史观大纲》等。1986年3月因病去世。